# Халас, Ласло
Ласло Халас (англ. Laszlo Halasz; 6 июня 1905, Дебрецен — 26 октября 2001, Порт-Вашингтон, штат Нью-Йорк) — американский дирижёр венгерского происхождения. Муж виолончелистки Сюзет Форг.
Племянник пианиста Тивадара Санто, Халас начал свою музыкальную карьеру как пианист, окончив Будапештскую музыкальную академию по классу фортепиано (среди его учителей были Бела Барток, Золтан Кодай, Лео Вайнер, Эрнст фон Донаньи). В 1928 г. он дебютировал как концертный исполнитель, однако интерес к дирижированию вскоре взял верх, и в том же году Халас поступил помощником дирижёра в Будапештскую оперу. С 1930 г. работал ассистентом Георга Селла в Немецкой опере в Праге, в 1933 г. дебютировал на сцене Венской народной оперы, в 1935 и 1936 гг. ассистировал соответственно Артуро Тосканини и Бруно Вальтеру на Зальцбургском фестивале. В 1936 г. по приглашению Тосканини последовал за ним в США в качестве ассистента в Симфоническом оркестре NBC.
В США Халас в 1939—1941 гг. возглавлял оперный театр в Сент-Луисе, дирижировал в различных городах страны, в том числе американской премьерой оперы Золтана Кодаи «Хари Янош» на Всемирной выставке в Нью-Йорке. В 1943 г. Халас стал первым музыкальным руководителем Нью-Йоркской городской оперы; оставаясь на этом посту до 1951 года, он во многом заложил важнейшие черты театра: стремление к выходу за пределы стандартного репертуара, ставку на молодых и начинающих исполнителей, преимущество англоязычных постановок. Под управлением Халаса прошли в Городской опере американская премьера «Ариадны на Наксосе» Рихарда Штрауса (1946) и мировая премьера оперы Уильяма Гранта Стилла «Потревоженный остров» (1946). Однако склонность к необычному и рискованному с коммерческой точки зрения репертуара привела к постоянным трениям Халаса с попечительским советом оперы и, в конечном счёте, к его увольнению. После 1951 г. он продолжил дирижировать в США и Европе, многие годы преподавал в Консерватории Пибоди и Истменовской школе музыки.